# الأخ والأخت (فلم 2022)
الأخ والأخت (بالفرنسية: Frère et Sœur) هو فيلم درامي فرنسي لعام 2022 من إخراج أرنود ديبلشين، وبطولة ماريون كوتيار وميلفيل بوبو، تم عرض الفيلم لأول مرة عالميًا في مهرجان كان السينمائي لعام 2022 حيث تنافس على جائزة السعفة الذهبية. وتم طرحه في دور العرض بفرنسا في 20 مايو 2022.

## القصة
أليس ولو أشقاء منفصلين أُجبروا على لم شملهم بعد وفاة والديهم بعد عقدين من الصمت بينهما.

## الجوائز والترشيحات
| قائمة الجوائز والترشيحات | قائمة الجوائز والترشيحات | قائمة الجوائز والترشيحات | قائمة الجوائز والترشيحات | قائمة الجوائز والترشيحات | قائمة الجوائز والترشيحات |
| السنة                    | الجائزة                  | الفئة                    | المستلم                  | النتيجة                  | م.                       |
| ------------------------ | ------------------------ | ------------------------ | ------------------------ | ------------------------ | ------------------------ |
| 2022                     | مهرجان كان السينمائي     | السعفة الذهبية           | الأخ والأخت              | رُشِّح                      | [ 6 ]                    |

## روابط خارجية
- الموقع الرسمي
- مقالات تستعمل روابط فنية بلا صلة مع ويكي بيانات